# 慕容贵妃
慕容贵妃（1073年—1152年），宋哲宗的妃嫔。
慕容氏初为御侍，获得临幸但未册封為妃嬪。崇宁元年（1102年）正月，宋哲宗的弟弟宋徽宗即位，她被尊封五品才人。大观二年二月，进封美人。
北宋灭亡后，慕容美人逃亡到了江南。绍兴二年，孟太后死，慕容美人被宋高宗尊封为婕妤。后因与宋高宗的母亲韦太后是朋友，又被晋尊为正二品婉仪、正一品贤妃。绍兴二十二年死，寿八十岁，同年九月一日追赠贵妃。